# Franz Boehm
Franz Boehm (3 de octubre de 1880 en Boleszyn, Imperio alemán, actual Polonia-13 de febrero de 1945 en el campo de concentración de Dachau, Alemania nazi) fue un sacerdote católico de la arquidiócesis de Colonia, luchador contra la ideología nazi y mártir.

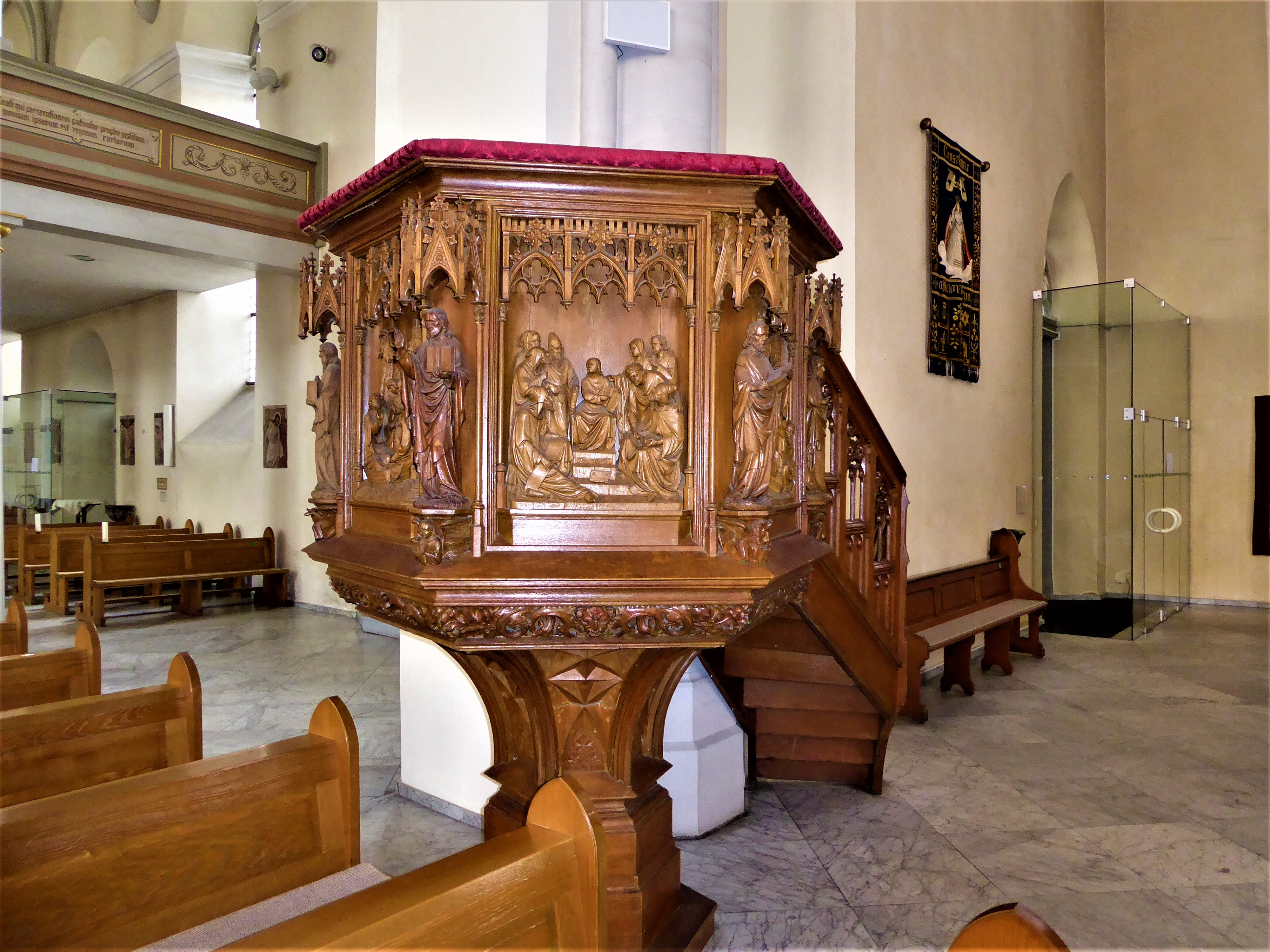
Púlpito de la Iglesia San Juan Ante Portam Latinam en Sieglar

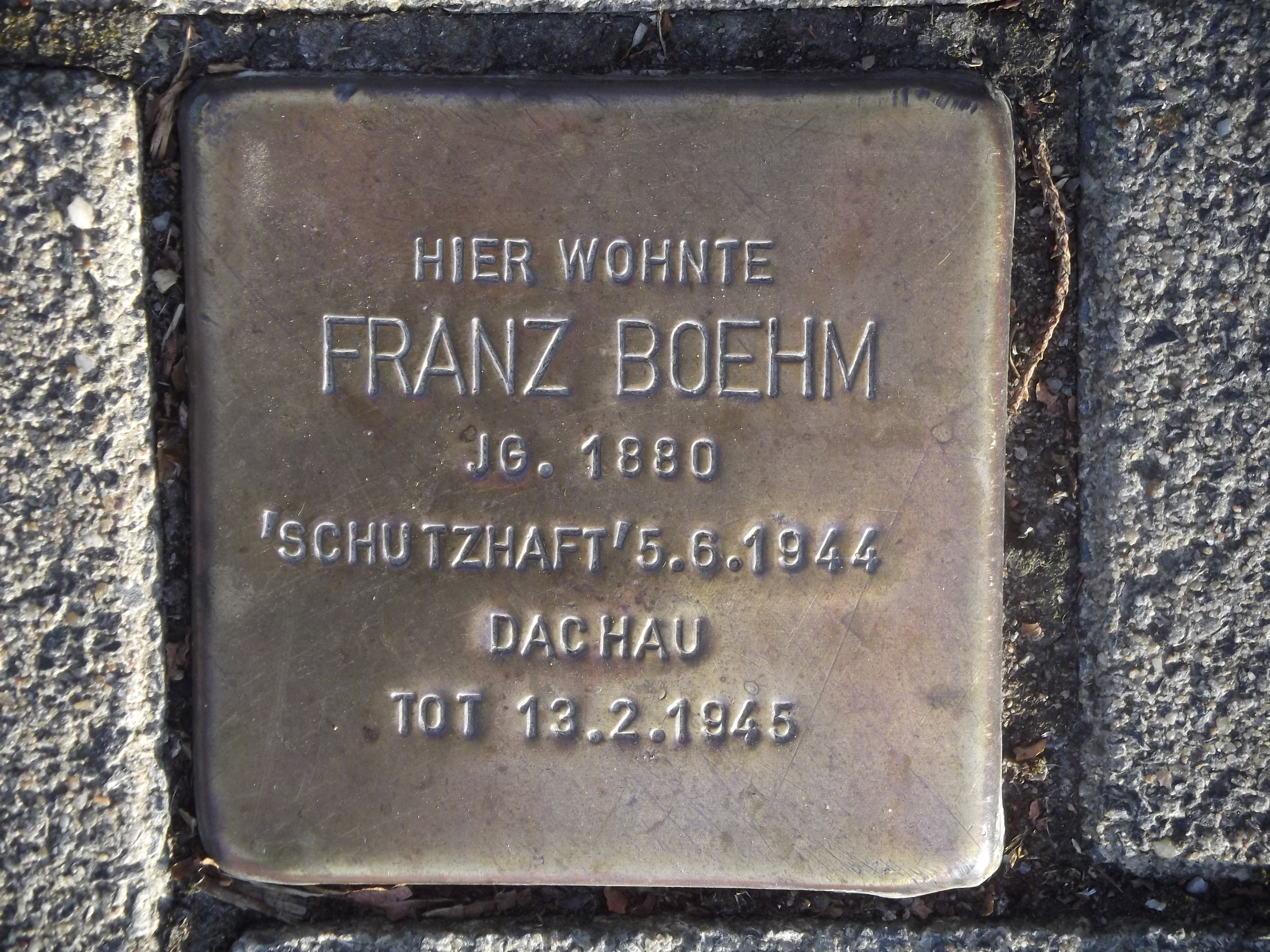
Piedra conmemorativa para el párroco Franz Boehm (Düsseldorf)

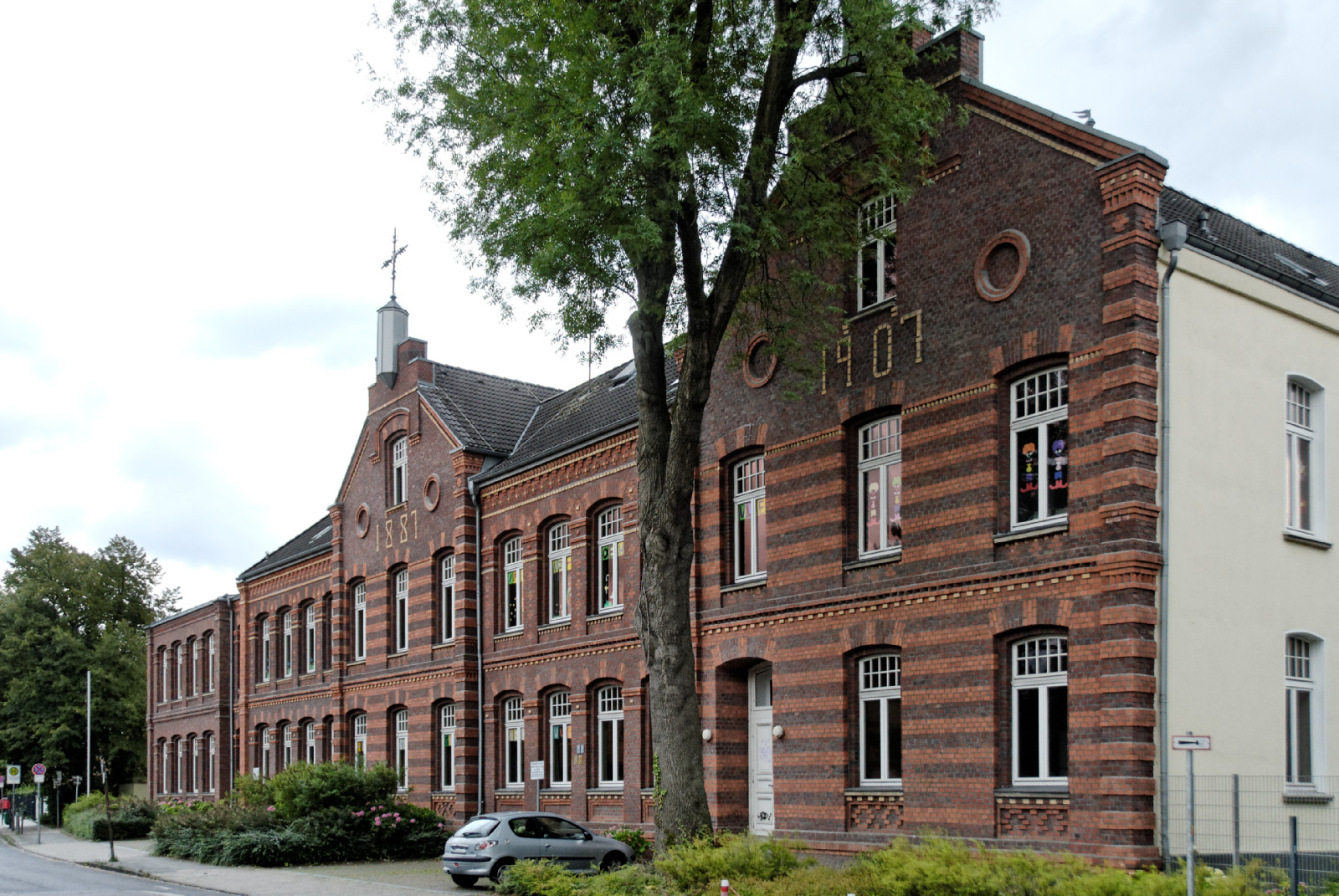
Escuela Franz Boehm (Düsseldorf)

## Biografía

### Juventud y formación
Franz Boehm nació en Prusia Occidental, que ahora se encuentra en la región polaca del voivodato de Varmia y Masuria. Provenía de una familia de origen germano-polaco. Sus padres fueron maestros durante el combate cultural de Bismarck, por lo que la familia tuve que trasladarse, por orden administrativa, a Renania en 1893. En clase, el padre había ensayado con sus alumnos una canción católica en polaco, una cosa semejante estaba prohibida en Prusia Occidental durante el período imperial debido a la germanización del pueblo polaco. Aprobó el bachillerato en Mönchengladbach. Después de completar sus estudios filosóficos y teológicos en Bonn, fue ordenado sacerdote por la arquidiócesis de Colonia en 1906. En sus tres capellanías, también participó activamente en el cuidado pastoral de Polonia, ya que su lengua materna era polaca.

### Primer cargo de párroco en Düsseldorf
Asumió su primera asignación como párroco en 1917 en la Iglesia de Santa Catalina en Düsseldorf. En su parroquia, hizo campaña por la preservación de una escuela primaria católica que ahora lleva su nombre. En este enfrentamiento, Boehm mostró no solo un muy buen conocimiento de la Constitución de Weimar, que garantizaba la libertad de culto, sino también un talento inusual para motivar a las personas a vigorizar la fe católica.

### Resistencia al nacionalsocialismo
El 4 de enero de 1923, Boehm fue enviado a la recién fundada parroquia de San Juan Ante Portam Latinam en Sieglar, cerca de Bonn, donde rápidamente se dio cuenta de que tenía que lidiar con las corrientes políticas extremas de la época, el comunismo y el nacionalsocialismo. En el periódico de su iglesia y en sus sermones desde el púlpito, no dejó dudas de que consideraba que estas dos corrientes políticas no fueran compatibles con el cristianismo. La resistencia de Boehm al nacionalsocialismo comenzó ser problemático después de la llegada al poder de los nazis en Alemania, razón por la cual el primer proceso penal en su contra se inició en 1934 en la ciudad de su parroquia en Sieglar. La lista de supuestas malas conductas de Boehm es tan larga como absurda. “Hacer sonar las campanas para marcar el regreso de los peregrinos de Roma e interrumpir las celebraciones del Primero de Mayo Nacionalsocialista” fue por ejemplo uno de los delitos de los que se acusaron al párroco. Aunque se retiraron los procedimientos, en 1935 a Boehm se le prohibió dar educación religiosa. Al mismo tiempo recibió su primera expulsión, que fue levantada por una amnistía en 1936. La segunda y última expulsión del distrito administrativo de Colonia se produjo ya en 1937. Boehm tuvo que dejar Sieglar y esperar que el Vicario General le asignara una nueva parroquia.

### La nueva parroquia y el martirio en Dachau
En 1938, Boehm asumió el cargo de párroco en Monheim am Rhein. En su labor sacerdotal siguió resistiendo al régimen. Boehm trabajó principalmente con jóvenes. Siempre contrarrestó a la creciente escalada con las palabras bíblicas: "Todos son perros mudos, no pueden ladrar" (Isaías 56:10) para decir que no quería callarse. En 1938 hubo una multa y en 1941 una advertencia por celebrar una santa misa en polaco. El 19 de diciembre de 1942, fue condenado a una multa de 3.000 RM por su sermón en la fiesta de Cristo Rey. En su sermón, Boehm afirmó que no había reinos de mil años en la tierra, ya que solo había un reino que duraría tanto tiempo, a saber, el reino de Jesucristo, que duraría eternamente. Los nazis vieron esto como una violación de la Ley para la Estabilización de las Fuerzas Armadas. Normalmente, tal acusación conllevaba la pena de muerte. Pero los jueces redujeron la acusación a una condena por "comentario enemigo del Estado". En la Pascua de 1944 predicó contra el sistema cinematográfico nazi, lo que resultó en su arresto. El 5 de junio de 1944, inmediatamente después de una misa, mientras aún estaba en la iglesia, fue arrestado y llevado directamente por la Gestapo a una prisión en Wuppertal. En relación con los arrestos en el alrededor del atentado del 20 de julio de 1944, Boehm fue trasladado al bloque de pastores de un campo de concentración. El 11 de agosto de 1944 fue llevado a Dachau en un transporte para una sola persona porque obviamente lo habían confundido con el abogado y economista de Mannheim Franz Böhm, que pertenecía al círculo de Friburgo de la resistencia alemana al nazismo. Incluso una carta del obispo no hizo nada para cambiar el encarcelamiento. Boehm murió en el campo de concentración el 13 de febrero de 1945 bajo circunstancias inciertas. Su cuerpo fue incinerado y sus cenizas esparcidas en un campo cercano. De esta manera los nazis querían borrar la memoria a la persona verdaderamente victoriosa, para evitar un monumento que, sin embargo, existe hoy en el honor del cura valiente.[cita requerida]

## Conmemoración
Franz Boehm es considerado uno de los párrocos más valientes del Arzobispado de Colonia durante la era nacionalsocialista. En Monheim am Rhein se encuentra una calle con el nombre "Franz-Boehm-Straße" y en frente a la escalera de la Iglesia San Gereón conmemora una piedra a Boehm. Otra piedra conmemorativa se encuentra en frente a la rectoría de la Iglesia Santa Catarina en Düsseldorf. En Düsseldorf Gerresheim existe además una escuela primaria llamándose "Franz-Boehm-Schule". En Monheim y Sieglar, los centros comunitarios llevan el nombre de Franz Boehm. También en Sieglar existe una calle con el nombre del sacerdote. En 1999, la Iglesia católica incluyó al párroco Franz Boehm como testigo de fe en el martirologio alemán del siglo XX. En 2010, se presentó una petición para la apertura de un proceso de beatificación a la arquidiócesis de Colonia. Como testigo contemporáneo, el historiador de la filosofía Karl Bormann dije que lo que más valoraba de Boehm era que era "servicial, profundamente religioso, concienzudo, estricto e intransigente".

## Galería de imágenes
| Calle Franz Boehm Monheim 1 |
| Lugar conmemorativo         |

| Piedra conmemorativa Monheim 1 |
| Piedra conmemorativa           |

| Piedra conmemorativa Monheim 2 |
| Piedra conmemorativa           |

| Piedra conmemorativa Monheim 3 |
| Piedra conmemorativa           |

| Parish hall Franz Boehm |
| Centro comunitario      |

| Calle Franz Boehm Monheim 2 |
| Calle Franz Boehm           |

| Calle Franz Boehm Monheim 3 |
| Calle Franz Boehm           |

| Calle Franz Boehm Monheim 4 |
| Calle Franz Boehm           |